# Dharmaprabhu
Dharmaprabhu es una película de comedia de fantasía política en idioma tamil indio de 2019 escrita y dirigida por Muthukumaran. Yogi Babu interpreta el papel principal en la película, y los papeles secundarios están a cargo de Radha Ravi, Sam Jones, Ramesh Thilak, Rekha y Rajendran, entre otros. Justin Prabhakaran compuso la música de la película, la edición estuvo a cargo de San Lokesh y la cinematografía estuvo a cargo de Mahesh Muthuswamy.

## Trama
El Dios de la muerte, el mayor Yama (Radha Ravi), se retira para que su hijo (Yogi Babu) se convierta en el sucesor inmediato. Chitragupta (Ramesh Thilak) de Yamaloga está furioso con la decisión de Yama. Astutamente planea destronar a Yama Jr., quien acaba de convertirse en el rey de su mundo. El plan de Chitragupta funciona cuando Yama Jr. visita la tierra y salva la vida de un niño inocente junto con un político mortal (Azhagam Perumal). Ahora, Lord Shiva (Rajendran) ordena a Yama Jr. que mate al político en una semana y rectifique todos los errores. ¿Podrá Yama, amante de la diversión, rectificar sus errores?

## Reparto
- Yogi Babu como Dharma Prabhu
- Radha Ravi como Yaman
- Sam Jones como Bala
- Ramesh Thilak como Chitragupta
- Rajendran como Shiva
- Rekha como Ayyo
- Meghna Naidu cameo
- Azhagam Perumal como Kumaradasan el político
- Bose Venkat como Ministro
- Bosskey como «Kho» Rangasamy
- Shanmugam Muthusamy como Yama Guru
- Supergood Subramani
- PV Chandramoulli
- Ashvin Raja cameo
- Janani Iyer como la hija del político Kumaradasan (cameo)

## Producción
Este rodaje de la película se realizó en un lugar ficticio debido al elenco y la historia. Yaman permanece en el lugar llamado Yamaloka, por lo que las obras de arte se realizaron principalmente de manera ficticia. El primer póster de Dharmaprabhu fue lanzado el 2 de noviembre, donde Yogi Babu se erige como Yaman con el arma Gada. El rodaje de la película fue un período corto y las características de la película se estrenaron pronto. La película se rodó en Chennai y las canciones se compusieron en el extranjero. Uno de los carteles de la primera mirada recuerda a la película del director de Thambi Ramiah, Indiralohathil Na Azhagappan.

## Banda sonora
La banda sonora fue compuesta por Justin Prabhakaran.
- «Oorar Unna» - Tm Selvakumar
- «Usurula Ethayo» - Yogi Sekar, Aishwarya Ravichandran
- «Katta Karuppa» - Acs Ravichandran, Ranina Reddy

## Recepción
Times of India escribió: «La trama tenía suficiente margen para convertirla en un animador sano, pero es necesario ver la película para saber cuánto se ha desperdiciado». Cinema Express escribió: «Dharma Prabhu asume innecesariamente el manto de la mensajería. Parece que incluso narakalokam no es inmune a la enfermedad desenfrenada de las posturas». Sify escribió: «Aparte de Imsai Arasan 23am Pulikecei, ninguna de las comedias de fantasía en tamil ha tenido éxito en tamil principalmente debido a la mala escritura y ejecución. Dharmaprabhu del actor principal de comedia Yogi Babu, en el que interpreta el papel principal, es otra adición al género, que decepciona».